# ريغي وليامز
ريغي وليامز (بالإنجليزية: Reggie Williams)‏ (و. 1983  م) هو لاعب كرة قدم أمريكية، من الولايات المتحدة، ولد في لنداشتول، يلعب كمستقبل واسع ‏.

## التعليم
تعلم في Lakes High School ‏.

## روابط خارجية
- ريغي وليامز على موقع مرجع كرة القدم المحترفة.كوم (الإنجليزية)